# Kostel svatého Mikuláše (Štěkeň)
Kostel svatého Mikuláše ve Štěkni je farní kostel římskokatolické farnosti Štěkeň a kulturní památka České republiky. Památkově chráněn je celý areál, včetně ohradní zdi s bránou, kaple Božího hrobu (kostnice) a kamenného kříže před ohradní zdí.

## Historie
Plebánie byla ve Štěkni již v roce 1357. Další písemná zmínka pochází z roku 1457. Původní gotický kostel, který byl zasvěcen svaté Maří Magdaleně, byl dřevěný. Tento kostel byl v roce 1670 nahrazen kostelem novým, jehož presbytář (kněžiště) byl v roce 1749 přestavěn. Raně barokní brána pochází z roku 1668.

## Popis
Kostel je jednolodní; kostelní loď je klenutá. V kostele je kamenná gotická křtitelnice s dřevěným víkem z 1. poloviny 19. století. Dále jsou zde náhrobníky z 16. a 18. století. Varhany, které pocházejí z roku 1692, byly opraveny v roce 1892 a 1944.
Kaple Božího hrobu (kostnice), která je zabudována do ohradní zdi, pochází z 18. století, kdy byla postavena v barokním stylu; je klenutá, jsou v ní nástěnné malby z poloviny 18. století, včetně nástropní fresky.